# Jacques de Mailles
Jacques de Mailles (1475 - 1540) fue un militar y escritor francés; sirvió a las órdenes de Pierre Terraill de Bayard cuya biografía, publicada en 1527 bajo el seudónimo loyal serviteur (leal servidor), es su única obra conocida.

## Biografía

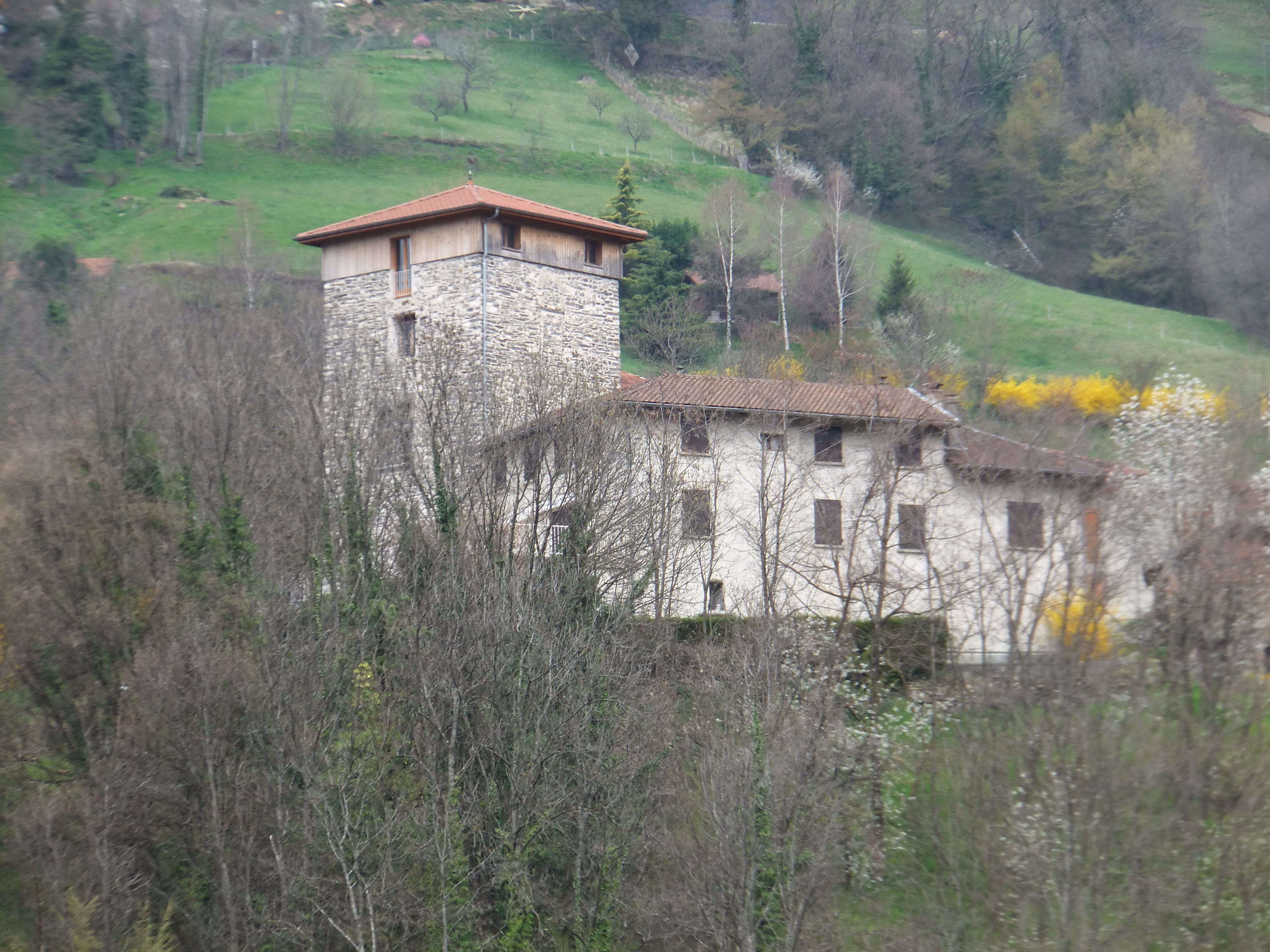
Fortaleza de los Señores de Mailles.

Jacques de Mailles perteneció a una familia noble del Delfinado, cuya fortaleza, todavía visible en Mailles, fue construida en el siglo XI o XII.
Culto, comprende italiano, alemán y español y ha estudiado latín, francés y derecho civil. Mientras esperaba poder algún día adquirir una oficina notarial, participó en las guerras en Italia; fue arquero, luego secretario de Pierre Terrail de Bayard. Por lo tanto, vivió durante mucho tiempo en la intimidad del “Caballero sin miedo y sin reproches”.
Su obra, publicada en 1527 bajo el seudónimo de “Loyal Serviteur”, combinada con las de dos de sus contemporáneos, Symphorien Champier y Aymar du Rivail, es una referencia entre los historiadores del Chevalier Bayard, desde el siglo XVI hasta la actualidad.
Más tarde, habiéndose convertido en notario, Jacques de Mailles establecerá en 1525 el contrato de matrimonio de Jeanne, hija natural de Bayard, con François de Bocsozel.

## Obras
- La très joyeuse, plaisante et récréative histoire du gentil seigneur de Bayart.